# Klør Dame
Klør dame , conosciuto anche con il titolo I de sorte Ravnes Vold, è un mediometraggio del 1918, diretto da un regista ignoto, con Vera Esbøll.

## Trama
Sonya entra nel laboratorio del padre, al cui ingresso trova un macabro avvertimento: un coltello ha infisso sulla porta una carta da gioco, la donna di fiori, simbolo distintivo del noto criminale Luigi Servero. La cassaforte risulta svaligiata, e del padre, Lindner, non ci sono tracce. Sonya trova un biglietto in cui il padre le confessa che, per quanto si sia ora ravveduto, aveva fatto parte di una banda di malviventi, che, nella persona di Servero, lo stava ricercando per carpirgli la formula dei letali "raggi Excelsior".
Viene ritrovato il cadavere di Lindner, e, mentre Sonya si sta recando dall'amica, l'investigatrice Bessie Fairbanks, quest'ultima a sua volta sta andando da lei: del malinteso ne approfittano i membri della banda per rapire Sonya, convinti che sia in possesso del segreto dei raggi, che non avevano trovato fra le carte di Lindner.
Bessie, dopo opportune indagini, riesce a rintracciare il covo dove i criminali avevano nascosto Sonya, ma il capobanda, Mac Allan, dà ordine di trasferire la prigioniera, gli interrogatori della quale non hanno finora dato i risultati sperati, per maggior sicurezza, a casa di un membro della banda, Omar el Djed. Omar è concupito da Manuelita, un'efferata complice, ma anch'egli ha in realtà intenzione di uscire dal vortice della malavita.
Così, mentre Bessie fa recapitare ai criminali il cadavere del suicida Servero, tentando così di sbandarli, Omar protegge Sonya, ed i due, fra i quali è nata una storia d'amore, fuggono. Mac Allan riesce tuttavia a far perdere le proprie tracce.